# Comas Altas
Comas Altas är en ort i Mexiko.   Den ligger i kommunen Méndez och delstaten Tamaulipas, i den centrala delen av landet, 600 km norr om huvudstaden Mexico City. Comas Altas ligger 69 meter över havet och antalet invånare är 136.
Terrängen runt Comas Altas är platt. Runt Comas Altas är det glesbefolkat, med 9 invånare per kvadratkilometer. Comas Altas är det största samhället i trakten. Trakten runt Comas Altas består i huvudsak av gräsmarker.